# Bloodshed
Bloodshed è una raccolta della band death metal brasiliana Krisiun, pubblicata nel 2004 dalla Century Media Records. Le tracce dalla 8 alla 11 sono prese dal primo EP del gruppo, Unmerciful Order.

## Tracce
1. Slain Fate – 3:34
2. Ominous – 3:46
3. Servant of Emptiness – 3:24
4. Eons – 1:56
5. Hateful Nature – 3:12
6. Visions Beyond – 3:24
7. Voodoo – 2:14
8. They Call Me Death – 3:06
9. Unmerciful Order – 2:35
10. Crosses Toward Hell – 2:52
11. Infected Core – 3:49
12. Outro/MMIV – 7:02

## Formazione
- Alex Camargo - basso, voce
- Moyses Kolesne - chitarra
- Max Kolesne - batteria